# 1990年美國
|        | 美國歷史 \| 美國歷史年表                                                                                                   |
| 世紀： | 19世紀美國 \| 20世紀美國 \| 21世紀美國                                                                                     |
| 年代： | 1960年代美國 \| 1970年代美國 \| 1980年代美國 \| 1990年代美國 \| 2000年代美國 \| 2010年代美國 \| 2020年代美國               |
| 年份： | 1986年美國 \| 1987年美國 \| 1988年美國 \| 1989年美國 \| 1990年美國 \| 1991年美國 \| 1992年美國 \| 1993年美國 \| 1994年美國 |
| 紀年： | 美国独立214周年 |

## 聯邦政府

總統：乔治·赫伯特·沃克·布什
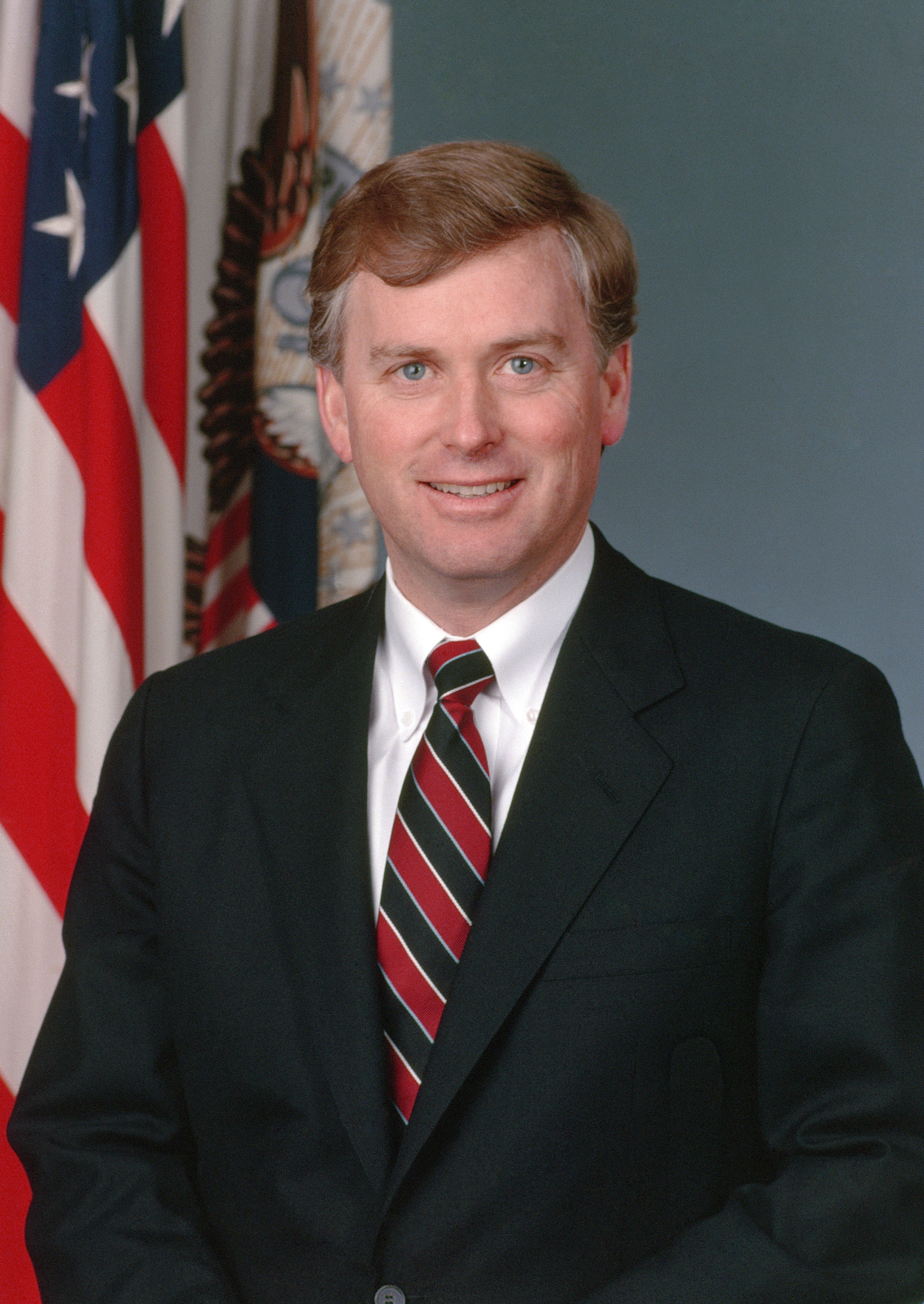
副總統：丹·奎尔
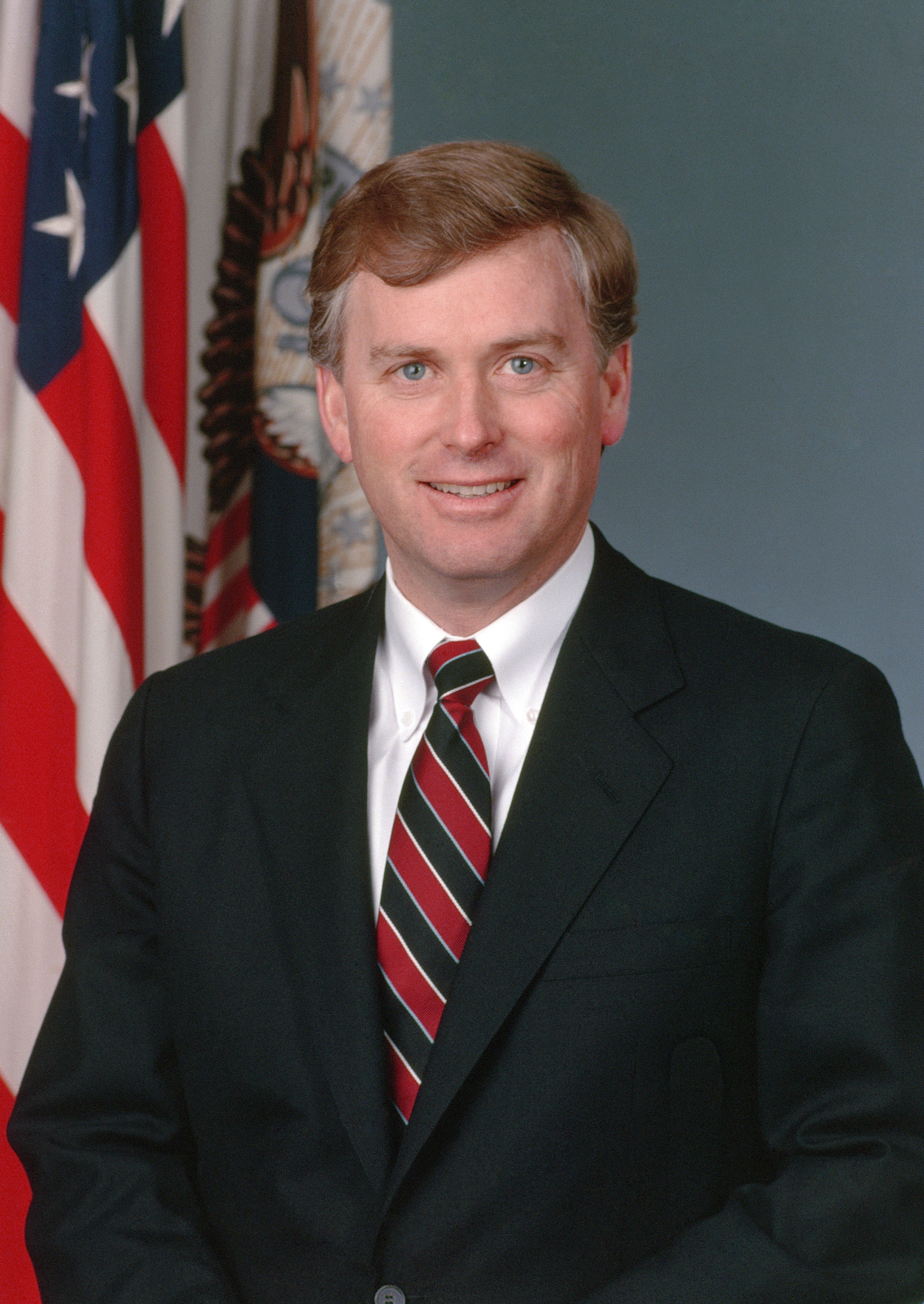
參議院議長：丹·奎爾（副總統兼任）
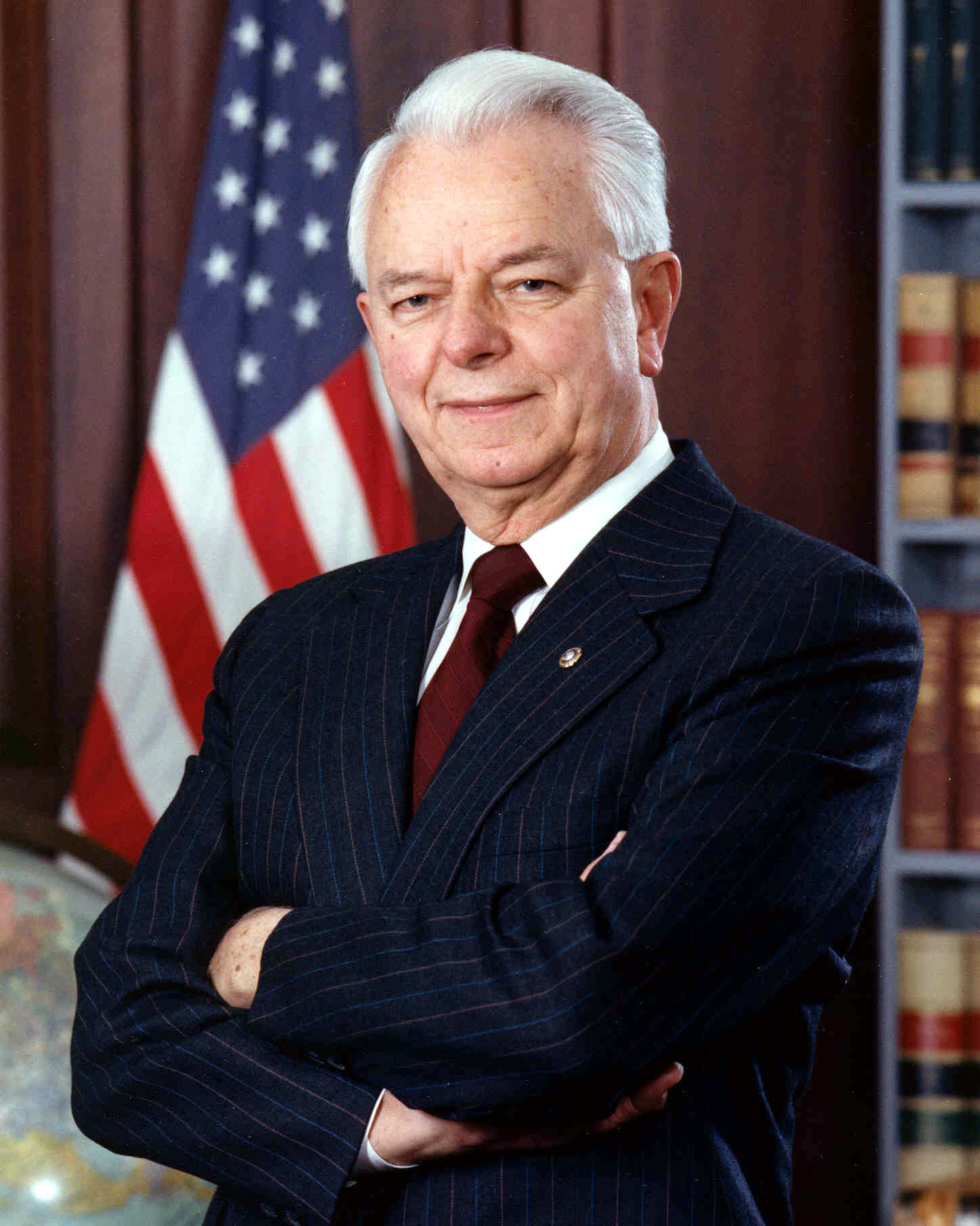
參議院臨時議長：羅伯特·伯德
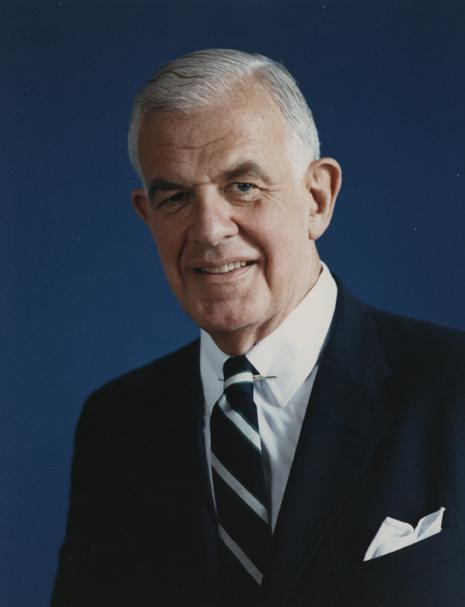
眾議院議長：湯姆·弗利
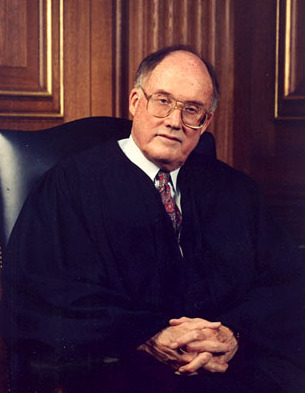
首席大法官：威廉·伦奎斯特

## 大事記
第21次全美人口普查于1990年由人口调查局进行，并于1990年4月1日结束。

### 1月
- 1月3日——巴拿馬總統曼紐爾·諾列加走出梵蒂岡駐巴拿馬大使館，向入侵巴拿馬的美國軍隊投降。

### 5月
- 5月15日——菲律賓宣佈中止美國在菲軍事基地的協議。

### 6月
- 6月1日——蘇聯總統戈爾巴喬夫與美國總統喬治·H·W·布殊在華盛頓舉行高峰會，象徵冷戰的結束。

### 11月
- 11月10日——美国宇航局宣布，哈勃太空望远镜最近对一颗距地球数10亿光年的类星体的化学结构进行了首次观察。这颗命名为Um675的类星体是哈勃太空望远镜上暗弱天体分光摄谱仪的第一个观察目标，目前它正以每秒钟24万公里的速度远离地球[1]。